# بهرنگ دزفولی‌زاده
بهرنگ دزفولی‌زاده (زاده ۱۳۵۸) در تهران عکاس سینما و تلویزیون اهل ایران است، او فارغ‌التحصیل رشته سینما از پردیس هنرهای زیبای دانشگاه تهران می‌باشد. وی عکاسی بیش از ۹۰ فیلم سینمایی و مجموعه تلویزیونی و تله فیلم را در کارنامه خود دارد و نیز همچنین کارگردانی چند فیلم کوتاه را در کارنامه هنری خود دارد.

## فیلم‌شناسی

### کارگردان
- بی صدا حلزون

## عکاس
- دژاوو (۱۳۹۶)
- دو لکه ابر (۱۳۹۴)
- یک دزدی عاشقانه (۱۳۹۴)
- افق عمودی است (۱۳۹۲)
- نقش نگار (۱۳۹۲)
- همه‌چیز برای فروش  (۱۳۹۲)
- قاعده تصادف (۱۳۹۱)
- جیب‌بر خیابان جنوبی (فیلم ۱۳۹۰)
- میگرن (فیلم) (۱۳۹۰)
- یک سطر واقعیت (۱۳۹۰)
- اسب حیوان نجیبی است (۱۳۸۹)
- علفزار (۱۳۸۹)
- ازدواج در وقت اضافه (۱۳۸۸)
- هفت دقیقه تا پاییز (۱۳۸۸)
- آناهیتا (فیلم) (۱۳۸۷)
- چهره به چهره (فیلم ۱۳۸۷) (۱۳۸۷)
- خروس جنگی (فیلم ۱۳۸۶)(۱۳۸۶)
- محیا (فیلم)(۱۳۸۶)
- ملودی (فیلم)(۱۳۸۶)
- ارتفاع ۶/۴۵(۱۳۸۵)
- خواستگار محترم (۱۳۸۵)
- گناه من (۱۳۸۵)
- گیس بریده (۱۳۸۵)
- وقت لطیف شن (۱۳۸۵)
- پروانه‌ای در مه (۱۳۸۴)
- پیشنهاد ۵۰ میلیونی (۱۳۸۴)
- آفتابگردان‌های وحشی (۱۳۸۲)

## تصویربردار پشت صحنه
- این سیب هم برای تو
- علفزار
- آناهیتا (فیلم)

## مدیر فیلمبرداری
- خندوانه سال ۱۳۹۳

## عکاسی مجموعه تلویزیونی
- هست و نیست (مجموعه تلویزیونی ۱۳۹۶)
- شمعدونی (مجموعه تلویزیونی)
- پشت بام تهران
- مدینه (مجموعه تلویزیونی)
- دزد و پلیس
- دیوار (مجموعه تلویزیونی)
- پرانتز باز
- چارخونه
- پژمان

## جوایز
- دیپلم افتخار جشنواره فجر برای فیلم هفت دقیقه تا پاییز